# Gianello Torriano

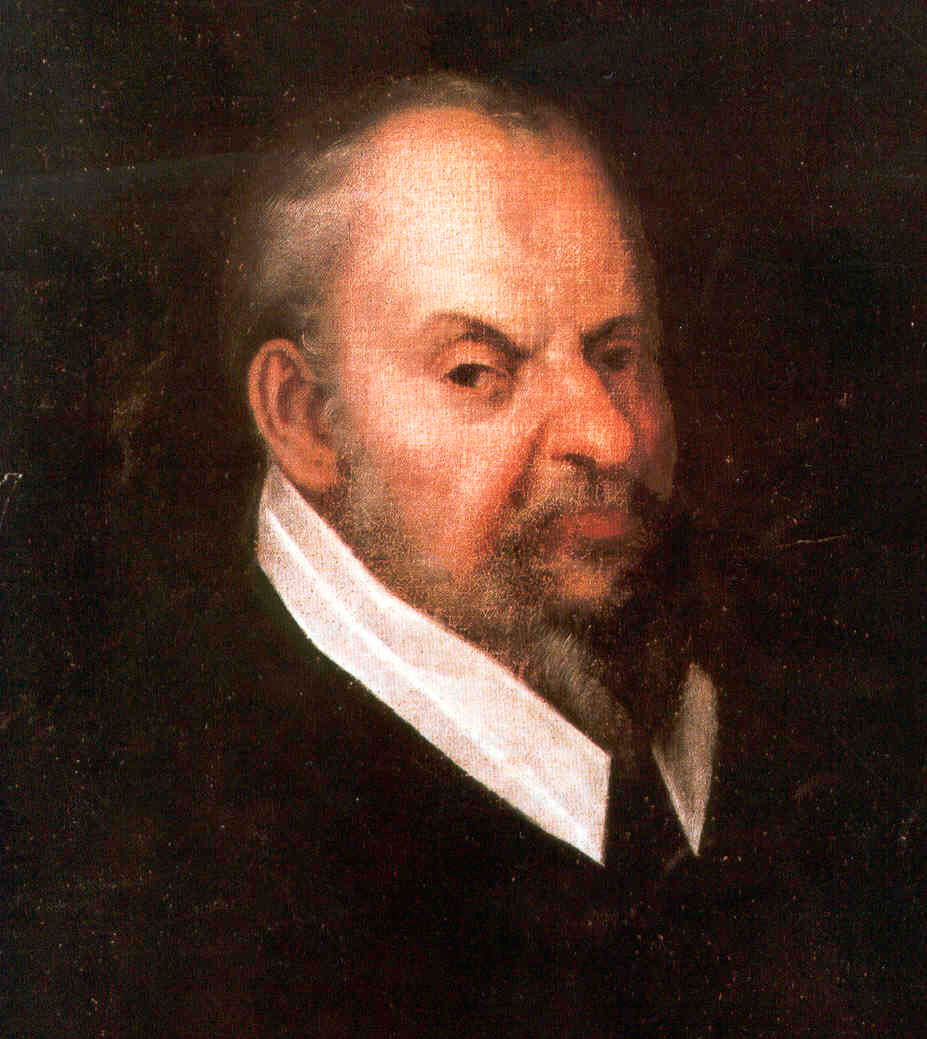
Retrato de Gianello Torriano,

Gianello Torriano, Juanelo Turriano, Janelo Torriani ou mesmo Gianello Della Torre, (Cremona, 1501 – Toledo, 1585) foi um construtor que chegou à Espanha como relojoeiro de Carlos V. Foi relojoeiro, engenheiro, arquiteto, urbanista, matemático, astrônomo, mecânico e inventor. Pode ser descrito como polímata.
Idealizou extraordinários engenhos mecânicos como um artifício que subia a água do rio Tejo até Alcázar de Toledo, a mais alta parte de Toledo.

## Biografia
Chamado à Espanha em 1529 por Carlos V, Sacro Imperador Romano-Germânico, foi nomeado Mestre do Relógio da Corte e construiu o Cristalino, um relógio astronômico que o tornou famoso em seu tempo. Filipe II de Espanha nomeou-o Matemático Mayor. Trabalhou e viveu em Toledo, onde construiu o Artificio de Juanelo, um motor que, impulsionado pelo próprio rio, elevava a água do Tejo a uma altura de quase 100 metros, para abastecer a cidade e o seu castelo (Alcázar). Ele, no entanto, não chegou a ser devidamente pago por suas despesas.
O autômato monge foi exibido no Metropolitan Museum of Art em 2020.
Turriano é atribuído como o criador da "Oração Mecânica", um autômato que representa um monge fabricado na década de 1560 com base em uma encomenda de Filipe II da Espanha. [ Após a recuperação de seu filho, e na crença de que Didacus de Alcalá tinha de alguma forma intervindo em seu nome, Filipe II da Espanha teria contratado Juanelo Turriano, mecânico de seu pai, para construir um modelo de relógio de Didacus. O modelo realizaria uma série de ações definidas, incluindo o espancamento do peito que acompanha a oração Mea culpa. Um autômato de idade, funções e aparência semelhantes está nas coleções do Museu Nacional de História Americana, Smithsonian Institution. ] 
Outro autômato associado a Turriano é uma figura de uma senhora tocando um alaúde alojado no Kunsthistorisches Museum, em Viena.

## Engenharia
Assim como Leonardo da Vinci, Francesco di Giorgio, Mariano Taccola e vários de seu período, Gianello mantinha consigo cadernos de anotações comentando as novidades tecnológicas de sua época, discutindo problemas e planejando suas soluções. Gianello, no entanto, não costumava desenhar planos ou escrever tratados, como os outros anteriormente citados faziam. Mas a sua obra mais conhecida é, sem dúvida, o chamado Artificio de Juanelo, uma obra de engenharia concebida e construída para transportar água do rio Tejo para a cidade de Toledo, localizada a cerca de 100 metros acima do rio. Com o aqueduto da época romana destruído, todos os dias centenas de pessoas e animais levavam água para a cidade. 

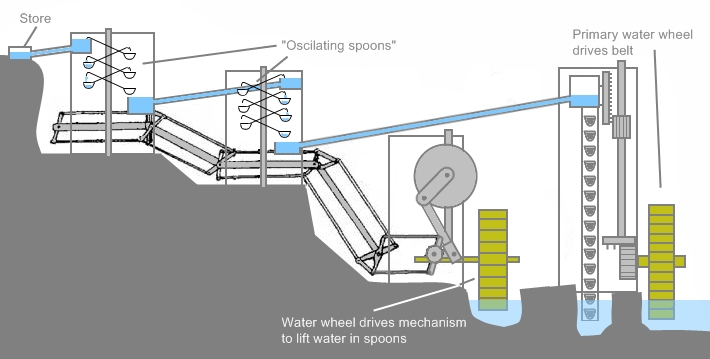
Artifício.

Juanelo, com conhecimento de engenharia hidráulica, foi contratado pelas autoridades da cidade para construir um sistema que transportaria água para o Alcázar, o ponto mais alto de Toledo, com a condição de que ele receberia o pagamento quando estivesse em andamento e comprovasse sua utilidade, algo que aconteceu em 1569. No entanto, alguns documentos sugerem que ele nunca recebeu o dinheiro. 

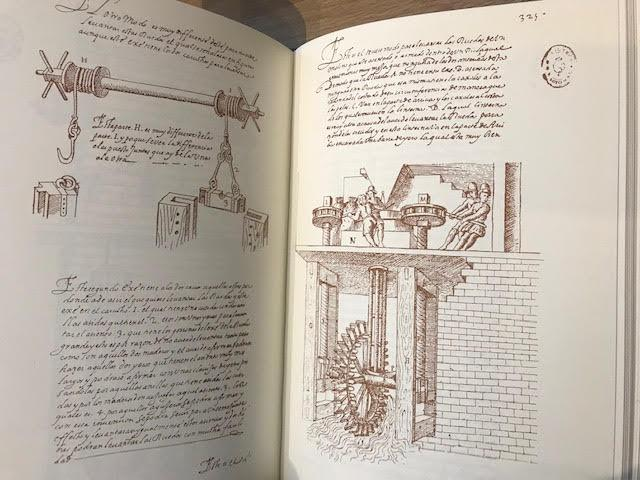

Seus artifícios funcionaram por décadas, embora com o uso e devido ao roubo das peças se deterioraram, até que foram desmantelados em 1640. Estima-se que durante os anos de pleno desempenho eles transportaram entre 16 e 17 metros cúbicos de água por dia (entre 16.000 e 17.000 litros).  

É possivelmente o autor dos manuscritos encardenados em seu nome, repleto de desenhos mecânicos, dispositivos e máquinas hidráulicas. 